# 王瑭
王瑭（1443年—？），字良玉，浙江台州府臨海縣人，軍籍，明朝政治人物。進士出身。

## 生平
早年出身國子生，成化元年（1465年）舉乙酉科浙江鄉試第四十八名。成化十一年（1475年）乙未科會試第八十五名，殿試登進士第三甲第五十八名。历任吉水、全椒知县、监察御史、广信知府，有能声，祀乡贤祠。

## 家族
曾祖父王嗣祖。祖父王應哲。父亲王臣，曾任教授。